# Wyoming (Delaware)
Wyoming város az Amerikai Egyesült Államok Delaware államában, Kent megyében. Lakosainak száma 1680 fő (2020. április 1.).

## Népesség
A település népességének változása:

| 2010 | 1 313 |
| 2020 | 1 680 |